# John Ulric Nef
John Ulric Nef (Herisau, 14 de junho de 1862 — Carmel-by-the-Sea, 13 de agosto de 1915) foi um químico estadunidense nascido na Suíça.